# Ledomyia connata
Ledomyia connata är en tvåvingeart som beskrevs av Jean-Jacques Kieffer 1904. Ledomyia connata ingår i släktet Ledomyia och familjen gallmyggor.
Artens utbredningsområde är Frankrike. Inga underarter finns listade i Catalogue of Life.